# Christian Adrianzén
Christian Adrianzén (Lima, Provincia de Lima, Perú, 21 de marzo de 1994) es un futbolista peruano. Juega como delantero y su equipo actual es Bella Esperanza de la Copa Perú. Tiene 31 años.

## Trayectoria
Adrianzén se formó en las divisiones menores del Sporting Cristal, debutó en el Torneo Intermedio 2011 jugando ante el José Gálvez. Su primer gol oficial lo marcó en la primera fecha del Campeonato Descentralizado 2012 ante el Cobresol F.B.C., en el que Adrianzén marcó el gol del triunfo de su equipo. Adrianzén marcó también en la Copa Libertadores Sub-20 de 2012.

### Los Caimanes
En el 2014 descendió de categoría con Los Caimanes. En el 2015 salió subcampeón de la Segunda División Peruana con Los Caimanes.

### Sport Rosario
En el 2017 ficha por el Sport Rosario, club donde se convierte en figura. Jugó 33 partidos y anotó 4 goles, siendo uno de los mejores jugadores del club junto a Salomón Libman. Jugó la Copa Sudamericana 2018, perdiendo en primera ronda contra Club Atlético Cerro.

### Alianza Lima
El 2 de julio de 2018 ficha por Alianza Lima hasta fines del 2019 (año y medio). Su debut se produjo en la victoria ante su ex Sport Rosario por un marcador de 1-0. Jugando 72 minutos. Su primer gol lo marca en la derrota ante Sporting Cristal marcando el descuento por un marcador de 1-4. Fue retirado de su club el día 20 de mayo al estar implicado en un caso de violación.

## Estadísticas
Actualizado al último partido disputado el 18 de septiembre de 2022.
| Club                                                                                   | Div.          | Temporada     | Liga  | Liga  | Liga   | Copas nacionales(1) | Copas nacionales(1) | Copas nacionales(1) | Copas internacionales | Copas internacionales | Copas internacionales | Total(2) | Total(2) | Total(2) |
| Club                                                                                   | Div.          | Temporada     | Part. | Goles | Asist. | Part.               | Goles               | Asist.              | Part.                 | Goles                 | Asist.                | Part.    | Goles    | Asist.   |
| -------------------------------------------------------------------------------------- | ------------- | ------------- | ----- | ----- | ------ | ------------------- | ------------------- | ------------------- | --------------------- | --------------------- | --------------------- | -------- | -------- | -------- |
| Sporting Cristal · Perú                                                                | 1.ª           | 2011          | 0     | 0     | 0      | 2                   | 0                   | 0                   | -                     | -                     | -                     | 2        | 0        | 0        |
| Sporting Cristal · Perú                                                                | 1.ª           | 2012          | 1     | 1     | 0      | -                   | -                   | -                   | -                     | -                     | -                     | 1        | 1        | 0        |
| Sporting Cristal · Perú                                                                | 1.ª           | 2013          | 3     | 0     | 0      | -                   | -                   | -                   | -                     | -                     | -                     | 3        | 0        | 0        |
| Sporting Cristal · Perú                                                                | Total club    | Total club    | 4     | 1     | 0      | 2                   | 0                   | 0                   | 0                     | 0                     | 0                     | 6        | 1        | 0        |
| Los Caimanes · Perú                                                                    | 1.ª           | 2014          | 17    | 0     | 0      | 3                   | 0                   | 0                   | -                     | -                     | -                     | 20       | 0        | 0        |
| Los Caimanes · Perú                                                                    | 2.ª           | 2015          | 5     | 0     | 0      | -                   | -                   | -                   | -                     | -                     | -                     | 5        | 0        | 0        |
| Los Caimanes · Perú                                                                    | Total club    | Total club    | 22    | 0     | 0      | 3                   | 0                   | 0                   | 0                     | 0                     | 0                     | 25       | 0        | 0        |
| Alianza Atlético · Perú                                                                | 1.ª           | 2016          | 13    | 0     | 0      | -                   | -                   | -                   | -                     | -                     | -                     | 13       | 0        | 0        |
| Alianza Atlético · Perú                                                                | Total club    | Total club    | 13    | 0     | 0      | 0                   | 0                   | 0                   | -                     | -                     | -                     | 13       | 0        | 0        |
| Sport Rosario · Perú                                                                   | 1.ª           | 2017          | 34    | 4     | 6      | -                   | -                   | -                   | -                     | -                     | -                     | 34       | 4        | 6        |
| Sport Rosario · Perú                                                                   | 1.ª           | 2018          | 17    | 2     | 4      | -                   | -                   | -                   | 2                     | 0                     | 0                     | 19       | 2        | 4        |
| Sport Rosario · Perú                                                                   | Total club    | Total club    | 51    | 6     | 10     | 0                   | 0                   | 0                   | 2                     | 0                     | 0                     | 53       | 6        | 10       |
| Alianza Lima · Perú                                                                    | 1.ª           | 2018          | 14    | 2     | 1      | -                   | -                   | -                   | -                     | -                     | -                     | 14       | 2        | 1        |
| Alianza Lima · Perú                                                                    | 1.ª           | 2019          | 3     | 0     | 0      | -                   | -                   | -                   | 1                     | 0                     | 0                     | 4        | 0        | 0        |
| Alianza Lima · Perú                                                                    | Total club    | Total club    | 17    | 2     | 1      | 0                   | 0                   | 0                   | 1                     | 0                     | 0                     | 18       | 2        | 1        |
| Unión Comercio · Perú                                                                  | 1.ª           | 2019          | 15    | 0     | 3      | 3                   | 1                   | 0                   | -                     | -                     | -                     | 18       | 1        | 3        |
| Unión Comercio · Perú                                                                  | Total club    | Total club    | 15    | 0     | 3      | 3                   | 1                   | 0                   | 0                     | 0                     | 0                     | 18       | 1        | 3        |
| Deportivo Llacuabamba · Perú                                                           | 1.ª           | 2020          | 9     | 0     | 1      | -                   | -                   | -                   | -                     | -                     | -                     | 9        | 0        | 1        |
| Deportivo Llacuabamba · Perú                                                           | Total club    | Total club    | 9     | 0     | 1      | 0                   | 0                   | 0                   | 0                     | 0                     | 0                     | 9        | 0        | 1        |
| Sport Chavelines · Perú                                                                | 2.ª           | 2020          | 10    | 2     | 0      | -                   | -                   | -                   | -                     | -                     | -                     | 10       | 2        | 0        |
| Sport Chavelines · Perú                                                                | Total club    | Total club    | 10    | 2     | 0      | 0                   | 0                   | 0                   | 0                     | 0                     | 0                     | 10       | 2        | 0        |
| Sport Huancayo · Perú                                                                  | 1.ª           | 2021          | 1     | 0     | 0      | -                   | -                   | -                   | 3                     | 0                     | 0                     | 4        | 0        | 0        |
| Sport Huancayo · Perú                                                                  | Total club    | Total club    | 1     | 0     | 0      | 0                   | 0                   | 0                   | 3                     | 0                     | 0                     | 4        | 0        | 0        |
| Unión Huaral · Perú                                                                    | 2.ª           | 2021          | 9     | 3     | 2      | -                   | -                   | -                   | -                     | -                     | -                     | 9        | 3        | 2        |
| Unión Huaral · Perú                                                                    | Total club    | Total club    | 9     | 3     | 2      | 0                   | 0                   | 0                   | 0                     | 0                     | 0                     | 9        | 3        | 2        |
| Academia Cantolao · Perú                                                               | 1.ª           | 2022          | 11    | 0     | 0      | -                   | -                   | -                   | -                     | -                     | -                     | 11       | 0        | 0        |
| Academia Cantolao · Perú                                                               | Total club    | Total club    | 11    | 0     | 0      | -                   | -                   | -                   | -                     | -                     | -                     | 11       | 0        | 0        |
| Total carrera                                                                          | Total carrera | Total carrera | 162   | 14    | 9      | 8                   | 1                   | 0                   | 6                     | 0                     | 0                     | 176      | 8        | 11       |
| (1) Incluye datos de la Copa Bicentenario. (2) No incluye goles en partidos amistosos. |               |               |       |       |        |                     |                     |                     |                       |                       |                       |          |          |          |

## Palmarés

### Distinciones individuales
| Distinción                                                                  | Año  |
| --------------------------------------------------------------------------- | ---- |
| Preseleccionado como delantero en el mejor once de la Liga 2 según la SAFAP | 2020 |